# Халма
Халма је мисаона игра на табли коју је осмислио амерички пластични хирург Џорџ Хауард Монкс. Назив потиче од грчке речи за скок. Игра се на плочи која има 256 квадратних поља (16x16). У сваком углу плоче налазе се по две дебеле линије различитих боја, омеђена поља у која се на почетку игре постављају фигуре (округле плочице или фигуре налик на шаховске пешаке). Једна линија омеђује 13, а друга тих 13 и још 6 (укупно 19) поља. Уз плочу за игру постоје 4 гарнитуре фигура; свака другачије боје. Две гарнитуре имају по 19, а две по 13 фигура. У игри могу учествовати 2, 3 или 4 играча. Када у игри учествују четири играча, онда се игра у паровима, док у сваком другом случају свако игра за себе. Сваки играч има фигуре друге боје.

## Правила игре
Циљ играча је да доведе своје фигуре из једног у дијагонално супротни угао. Победник је играч (пар) који то први у потпуности успе. Почетне позиције разликују се с обзиром на број играча који учествује у игри. Кад се игра у паровима, један пар мора имати фигуре постављене на два суседна угла. 
Кад учествују два играча они узимају по 19 фигура и постављају их у дијагонално супротне углове, на поља омеђена другом линијом; Кад судјелују три или четири играча сваки узима по 13 фигура и поставља их у три, односно четири угла, на поља омеђена првом линијом. Два играча вуку наизменично, а више њих у круг по један потез. Кад је играч на потезу он може повући само једну своју фигуру. Фигуре се могу померати у било којем смеру за једно поље - равно или дијагонално, напред или назад, на једну или на другу страну.
Постоје две врсте потеза :
- тихи потез - играч помера своју фигуру на суседно (празно) поље како је раније споменуто;
- прескакање - играч помиче своју фигуру преко фигуре на суедном пољу на празно поље иза ње. Играч може прескакати своју или противничку фигуру. У једном потезу може се направити и неколико узастопних прескаања. Све прескочене фигуре остају у игри, не скидају се с плоче.

Играч не може комбиновати у једном потезу и тихи потез и прескакање. Прескакање кад је могуће није обавезно, већ играч бира потез који му највише одговара.